# 고준희 양 살인사건
고준희 양 살인사건(高??孃殺人事件)은 2017년 11월 전라북도 완주군에서 발생한 아동 살인 사건이다.

## 개요
2017년 11월 18일 고준희 양(5)이 실종되었고, 약 1개월 정도 지난 12월 8일 아이의 할머니 김모 씨(61)가 경찰에 이를 신고했다. 19일 경찰은 가족의 동의를 얻어 DNA를 채취해 국립과학수사연구소에 감식을 의뢰했다. 그러나 이 과정에서 가족들이 적지 않은 의심을 받았는데, 이유는 가족들의 증언이 불확실하고, 시점도 모호하다는 이유 때문이었다.
결국 범인은 아이의 부친이었음이 밝혀졌고, 사인은 아동학대로 밝혀진 것으로 나타났으며, 이후 부친을 상대로 수사가 진행 중이다.

## 판결
2018년 6월 29일 1심에서 검찰은 친부 고씨에게 무기징역을 구형했지만, 재판부는 고씨에게 징역 20년이 선고되었다. 한편 친부는 "1심 판결이 지나치게 무겁다"며 항소장을 냈다. 검찰도 형량이 가볍다며 항소했다.
2심 광주고등법원 항소심 재판부도 1심과 같이 고씨가 아동학대 사건의 주범으로 인정했으며, 공범 이모씨의 경우 적극적인 방임 및 학대가 있었다고 판단했다.
재판부는 또 이들에게 아동학대 치료프로그램 160시간씩을 명령한 원심을 유지했다.
이와 함께 암매장을 도와 1심에서 징역 4년을 선고받은 이모씨 모친 김모씨의 항소도 기각했다.
3심 대법원에서 2019년 5월 9일, 대법원은 피고인들과 검찰의 상고를 모두 기각하면서 최종적으로 친부 고모씨에게는 징역 20년, 동거녀 이모씨에게는 징역 10년을 선고한 원심을 확정했다. 이모씨의 모친인 김모씨도 징역 4년을 그대로 선고받았다.